# Хорина
Хорина, Харина — річка в Луганській області, ліва притока Красної. Довжина річки 26 км, площа водозбірного басейну 296 км², похил 1,2 м/км.
Витік річки поблизу села Маньківка, тече річка на захід та північний захід. Протікає повз села Павлівка, Свистунівка, Травневе, на північних околицях Сватового впадає в Красну. На річці поблизу Сватового розташоване водосховище. У річці та у водосховищі водиться риба:карась, короп, щука, сазан, лящ, окунь, плотва, білий амур, судак, товстолобик.